# Sintagma de tiempo
Un sintagma de tiempo (o sintagma temporal) es un tipo de sintagma en que el núcleo sintáctico no es una categoría léxica, sino una categoría funcional de inflexión temporal. Cuando existen verbos auxiliares, se admite que ocupan la posición del núcleo de inflexión temporal. Estos sintagmas son usados en el seno de la gramática generativa para explicar numerosos hechos difíciles de explicar relativos al orden de los auxiliares, los adverbios y las formas verbales no finitas.
El sintagma de tiempo fue introducido recientemente junto con otros tipos de sintagmas con núcleos funcionales como el sintagma determinante y el sintagma complementante, a la luz de la hipótesis endocéntrica generalizada.

## Introducción
Una serie de hechos relacionados con el orden de palabras, los verbos auxiliares y el marcaje de caso en oraciones subordinadas llevaron a los lingüistas a postular que además de un núcleo de predicación verbal podría existir un núcleo sintáctico abstracto asociado a la inflexión de tiempo, hecho que se puede notar en el hecho de que los verbos auxiliares son la parte conjugada mientras que el verbo principal que se ubica junto al auxiliar aparece en forma no finita (participio, gerundio o infinitivo). De esos hechos sintácticos, se conjeturó que en realidad las oraciones podrían ser construcciones endocéntricas en lugar de la unión de un sujeto y un predicado como suponía la gramática tradicional. Más concretamente una oración en el análisis generativo moderno es analizada como un sintagma de tiempo, donde el sujeto ocupa usualmente la posición de especificador de dicho sintagma y el sintagma verbal es el complemento sintáctico obligatorio del núcleo del sintagma de tiempo. Más concretamente una oración podría tener la estructura mínima dada por:
Si la oración es interrogativa, exclamativa o condicional o se trata de una cláusula subordinada la estructura anterior se amplía a la siguiente estructura:
Donde SC se refiere al sintagma complementante y C0 a su núcleo.

## Evidencia en favor del sintagma de tiempo
Existen diversos hechos sintácticos presentes en las lenguas del mundo que pueden ser explicados mediante el sintagma de tiempo:
- La unicidad de la marca de tiempo
- El problema de la oración como construcición endoncéntrica
- La marcación de caso anómala en ciertas oraciones de infinitivo
- El comportamiento de los auxiliares en muchas lenguas
- El orden sintáctico en lenguas V2
- El orden de los pronombres clíticos en español y otras lenguas romances (proclítico con formas finitas / enclítico formas no finitas).

A continuación se desarrollan estos argumentos.

### Unicidad de la marca de tiempo y endocentricidad
En gramática generativa cuando sólo puede haber un elemento de un cierto tipo en la una oración, puede conjeturarse que dicho elemento es el único que puede ocupar una cierta posición sintáctica, y por tanto las oraciones con dos elementos de cierto tipo resultan agramaticales, si se postula que sólo existe una cierta posición para ese tipo de elementos. La marca de tiempo en una oración simple satisface es de ese tipo se puede observar que en español, y otras lenguas, pueden aparecer largas series de formas verbales pero solo una de ellas tiene la marca de flexión de tiempo:
a. Juan siempre engañó a María sin que ella lo supiera
b. Juan siempre estuvo engañando a María sin que ella lo supiera
c. Juan siempre había estado engañando a María sin que ella lo supiera
d. Juan siempre pudo haber estado engañando a María sin que ella lo supiera
Pero todos los hablantes saben que no se acepta más de una marca de tiempo por oración simple, por lo que las siguientes oraciones son complemente agramaticales porque contienen más de una:
e. *Juan siempre estuvo engañó a María
f. *Juan siempre había estuvo engañando a María
Esos hechos son compatibles con que la marca de tiempo es única, aun cuando aparezcan diversos auxiliares en una oración. 
Otro argumento para conjeturar un sintagma de tiempo es la hipótesis de endocentricidad generalizada que postula que todos los sintagmas de tipo X tienen un núcleo sintáctico de tipo X que tiene las mismas propiedades combinatorias que el sintagma X, independientemente de qué valor tome X. Dado que una oración simple es constituyente sintáctico maximal, resulta natural preguntarse bajo la hipótesis de endocentricidad cual sería el núcleo de una oración. Para los proponentes del sintagma de tiempo, sería el núcleo de dicho sintagma el núcleo oracional.

### Marcación de caso "anómala"
El sintagma de tiempo reconoce el hecho de que algunas "oraciones" subordinadas de la gramática tradicional están constituidas por verbos no finitos (no conjugados) lo cual condiciona diversos hechos morfosintácticos. Los proponentes de un sintagma de tiempo aceptan que el caso nominativo (o caso más propiamente el caso de "argumento externo") requiere que el sujeto esté regido propiamente por el núcleo del sintagma de inflexión. Esa hipótesis explica entre otros la marcación anómala de caso en oraciones con verbos en forma no finita, en las que sujeto lógico de una oración subordinada recibe caso acusativo como sucede en inglés y en latín en lugar de nominativo al no existir sintagma de tiempo:
(1) I know [him to come] (inglés)
'Sé que [él va a venir]'
(2a) Dicitur [romanos venisse]
'Se dice que [los romanos han llegado]'
En (1) el sujeto lógico de la cláusula subordinada him es una forma de acusativo (pronombre objeto) en lugar de una forma de nominativo (pronombre sujeto: he). Similarmente en (2a) romanos 'los romanos' que es sujeto del infinitivo perfecto venisse 'haber llegado' está en acusativo en lugar de nominativo, como cabría esperar de un sujeto, aunque curisamente el latín admite (2b) como forma equivalente de (2a):
(2b) Dicitur [romani venisse]
La marcación de caso "anómala" mostrada por (1) y (2a) llevó a los lingüistas a postular que si bien la interpretación como agente, paciente, experimentador, instrumento o lugar, depende de la semántica del verbo y aunque se supone que el papel temático (θ-rol) es asignado por el verbo, otros hechos como la asignación de caso podrían ser dependientes de los morfemas de inflexión de tiempo tal como sugieren algunos hechos relativos a los auxiliares que acompañan a los verbos léxicos.

### Verbos auxiliares
Si bien en la mayoría de lenguas la inflexión de tiempo o morfemas de tiempo y aspecto están ligados al verbo, cuando intervienen auxiliares estos morfemas están unidos al auxiliar y no al verbo léxico. Esto sucede tanto en las lenguas europeas como en inglés como en algunas lenguas africanas analíticas como las lenguas mandé (donde la evidencia es todavía más clara al depender toda la flexión verbal de auxiliares).
También la posición de los llamados adverbios de frecuencia en inglés y en francés parece requerir postular un sintagma de tiempo para poder explicar adecuadamente los hechos.

### Lenguas V2
El alemán y el holandés son dos ejemplos conocidos de lenguas V2, en las cuales el verbo con flexión de tiempo o un auxiliar de la oración principal (ST maximal) debe ocupar la segunda posición (en oraciones enunciativas), aunque un verbo no finito (sin flexión de tiempo) generalmente va al final:
(3) Simone wird [das lesen]
NProp FUT [esto leer]
'Simone leerá esto'
(4) Johann kaufte ein Buch
NProp comprar.PAS un libro
'Juan compró un libro'
(5) Ein Buch kaufte ich
un libro comprar.PAS 1.ªSG
'(yo) Compré un libro'
(6) Heute habe ich deine Mutter gesehen
Hoy AUX-PAS 1.ªSG tu madre ver
'Hoy he visto a tu madre'
En la oración (3) la forma de infinitivo lesen 'leer' va al final de la oración, mientras que el auxiliar que indica el futuro wird va en segunda posición ya representa la flexión de tiempo. Las oraciones (4) y (5) muestran que el objeto directo puede ir detrás o delante del verbo y el sujeto puede ir al principio o al final, la posición de ninguno de esos dos constituyentes sintácticos hacen que la oración esté mal formada, aunque obligatoriamente el verbo finito debe ir en segunda posición, ya que las siguientes oraciones son agramaticales:
(4b) *Johann ein Buch kaufte
'Juan compró un libro'
(5b) *Ich ein Buch kaufte
'Yo compré un libro'
El estado de hechos relativo al orden sintáctico encontrado en alemán y holandés no parece poderse explicar de manera simple sin recurrir al sintagma de tiempo y el sintagma complementante. En cambio, postulando una estructura de ST para las oraciones, y ciertas asunciones generativistas relativamente simples la posición del verbo en la segunda posición puede describirse en términos relativamente simples:
1. Cualquier verbo o auxiliar con marcas de tiempo ocupa la posición de núcleo del sintagma de tiempo. Si el verbo no es un auxiliar debe "ascender" de su posición en el SV al núcleo del ST, cuando se trata de una forma con auxiliar, éste ocupa la posición de núcleo verbal y la forma no conjugada del verbo ya no puede ascender y queda ocupando la posición de núcleo verbal (eso explica la diferente posición aparente de un verbo léxico según sea una forma finita o no finita).
2. La posición de núcleo del complementante no puede quedar vacía en alemán ni en holandés. Como en una oración principal sin complementante esta posición quedaría vacía, para satisfacer la regla el verbo finito o auxiliar "asciende" hasta la posición de complementante.

Las oraciones (4) y (5) se representan como:
Obsérvese que en las lenguas V2 aunque el verbo conjugado de la oración principal siempre estará en segunda posición el sujeto no necesariamente estará en primera posición, como sucede en:
(5) Ein Buch kaufte ich
'Un libro, es lo que compré yo'
(7) Heute kaufte ich ein Buch 
'Hoy he comprado un libro'
En estas dos oraciones la posición de especificador del sintagma complementante estará ocupada respectivamente por "Ein Buch" y "Heute", y, por tanto, el sujeto "ich" se queda en posición de especificador del sintagma de tiempo (que en estos casos recae en tercera posición) y no asciende a la primera posición.

### Ascenso de clítico
En algunas lenguas, como el español, los verbos conjugados según tiempo (formas finitas) y verbos sin marcas de tiempo (formas no personales del verbo, formas no finitas). Uno de los casos más claros es el orden de los pronombres clíticos con uno y otro tipo de verbos. Puede verse que con los verbos conjugados según tiempo (excepto el imperativo) el clítico debe ir delante del verbo mientras que con formas no finitas el clítico debe ir detrás del verbo.
a. Intentó volver a verme
b. Intentó volverme a ver
c. Me Intentó volver a ver
Estos ejemplos pueden explicarse si se asume que los verbos finitos o conjugados ocupan una posición sintáctica diferente de los verbos no finitos (infinitivo, gerundio, etc.). Los verbos finitos ocuparían una posición adyacente al núcleo del sintagma de tiempo
(resultado del un movimiento sintáctico) en la que el clítico no podría ser postverbal (posición ocupada por los rasgos de "tiempo"), mientras que los verbos no finitos no habría desplazamiento y ocuparían la posición de núcleo del sintagma verbal.
La posición del clítico con las formas finitas se debería a ascenso de clítico con los verbos finitos al especificador del sintagma de tiempo, mientras que en los verbos no finitos no habría ascenso, al estar impedido el ascenso a una posición preverbal por estar esa posición ocupada o por un sujeto o por la huella sintáctica de un sujeto. La sencillez con la que la hipótesis de existencia de un sintagma de tiempo explica esas diferencias sutiles en la gramática del español, es un argumento más para adoptar los sintagmas de tiempo como un elemento útil en la descripción estructural del español.